# Сан Лоренцо Маджоре
Вижте пояснителната страница за други значения на Сан Лоренцо.
Сан Лорѐнцо Маджо̀ре (на италиански: San Lorenzo Maggiore) е село и община в Южна Италия, провинция Беневенто, регион Кампания. Разположено е на 330 m надморска височина. Населението на общината е 2213 души (към 2010 г.).